# Gary Gannon

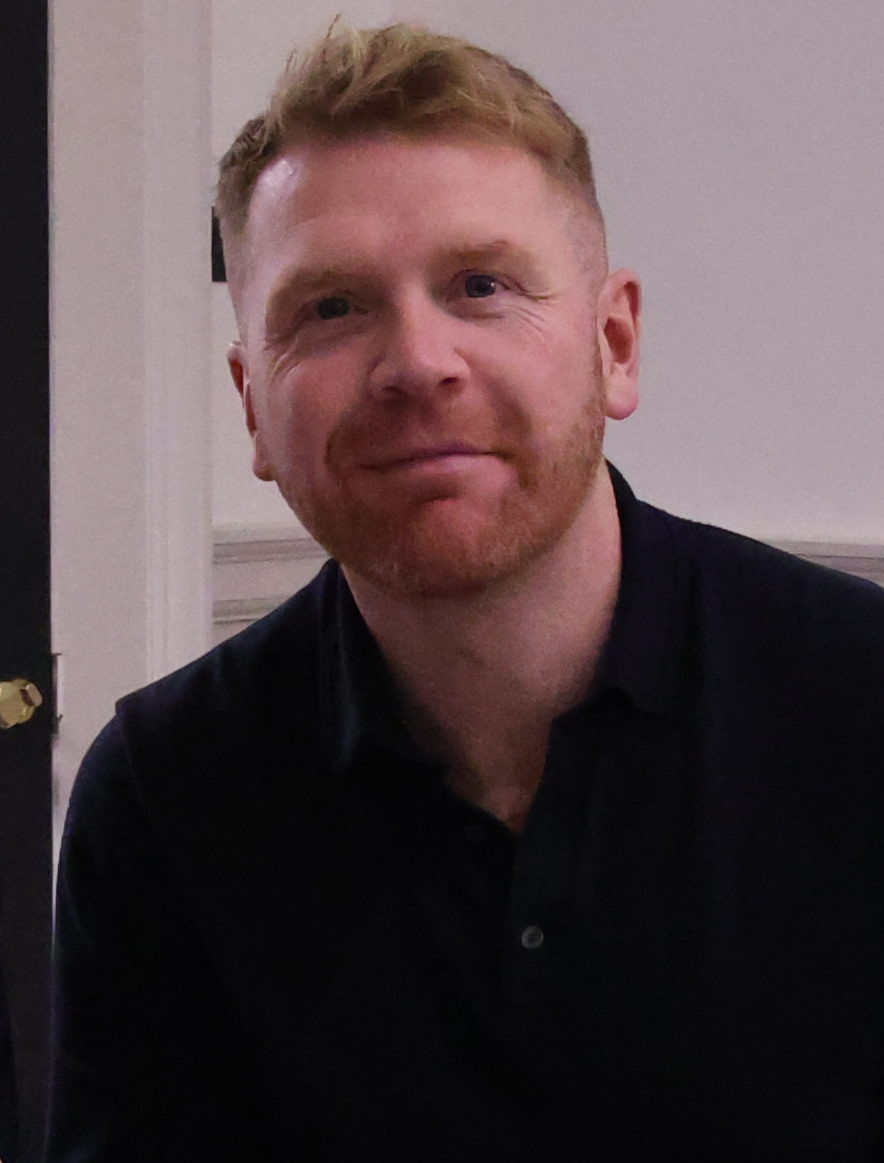
Gary Gannon (2024)

Gary Gannon (* 18. Februar 1987 in Cork, Irland) ist ein irischer Politiker der Social Democrats (Daonlathaigh Shóisialta), der seit 2020 Mitglied (Teachta Dála) des Dáil Éireann, des Unterhauses des Parlaments (Oireachtas), ist.

## Leben
Gary Gannon wuchs im Norden Dublins auf. Er ließ sich als Installateur ausbilden und studierte dann am Trinity College Dublin Geschichts- und Politikwissenschaften. Er unterstützte zunächst die unabhängigen Abgeordneten Tony Gregory und Maureen O’Sullivan. 
Bei den Kommunalwahlen 2014 gelang es ihm, in den Dublin County Council einzuziehen, zunächst für den Wahlbezirk Inner City North, 2019 für den Bezirk Cabra Glasnevin. 2015 trat er den Social Democrats bei. Bei den Wahlen zum Dáil Éireann 2016 wurde er für den Wahlkreis Dublin Central aufgestellt, wurde jedoch knapp von Maureen O’Sullivan geschlagen. Erfolglos blieb er auch bei den Wahlen zum Europäischen Parlament 2019.
Bei den Wahlen zum Dáil Éireann 2020 konnte er dann den Sitz erobern und bei den Wahlen 2024 verteidigen.